# Бейт, Луис
Луис Майкл Бейт (англ. Lewis Michael Bate; родился 29 октября 2002) — английский футболист, полузащитник клуба «Стокпорт Каунти».

## Клубная карьера
Уроженец Сидкапа (боро Бексли, Большой Лондон), Бейт начал играть в футбол в местной команде «Футскрей Лайонс». В 2011 году стал игроком футбольной академии «Челси». Выступал за молодёжные команды «Челси» разных возрастов, но в основном составе лондонской команды так и не сыграл.
В июле 2021 года «Лидс Юнайтед» объявил о трансфере Бейта и подписании контракта до 2024 года; сумма трансфера составила около 1,5 млн фунтов. 9 января 2022 года дебютировал в основном составе «Лидс Юнайтед», выйдя в стартовом составе в матче Кубка Англии против «Вест Хэм Юнайтед». 16 января дебютировал в Премьер-лиге в матче против «Вест Хэм Юнайтед».
В 2024 году Бейт ушёл в аренду в клуб из второй английской лиги «Милтон-Кинс Донс».

## Карьера в сборной
Выступал за сборные Англии до 17, до 18 и до 20 лет. В команде до 20 лет Луис выходил на поле 4 раза, где отметился голом один 1 раз в ничейном матче против сборной Италии до 20 лет.